# Cupiennius
Cupiennius es un género de arañas araneomorfas de la familia Ctenidae.

## Distribución
Las especies se encuentran en América Central, América del Sur y las Antillas.

## Especies
Según The World Spider Catalog 11.0:
- Cupiennius bimaculatus (Taczanowski, 1874)
- Cupiennius chiapanensis Medina, 2006
- Cupiennius coccineus F. O. Pickard-Cambridge, 1901
- Cupiennius cubae Strand, 1909
- Cupiennius foliatus F. O. Pickard-Cambridge, 1901
- Cupiennius getazi Simon, 1891
- Cupiennius granadensis (Keyserling, 1877)
- Cupiennius remedius Barth & Cordes, 1998
- Cupiennius salei (Keyserling, 1877)
- Cupiennius valentinei (Petrunkevitch, 1925)
- Cupiennius vodou Brescovit & Polotow, 2005